# 颱風米娜 (2019年)
颱風米娜（英語：Typhoon Mitag，國際編號：1918，聯合颱風警報中心：WP192019，菲律賓大氣地球物理和天文服務管理局：Onyok）是2019年太平洋颱風季第18個被命名的熱帶氣旋。「米娜」一名是由密克羅尼西亞提供，是雅蒲語「我的眼睛」之意，亦為當地女性名稱之一。

## 發展過程
9月25日，一個低壓區在關島東南方海面形成。下午2時，美國海軍研究實驗室給予擾動編號91W。同時，日本氣象廳將其升為熱帶低氣壓。
9月26日上午5時，聯合颱風警報中心將其評級提升為「中」。晚上8時，日本氣象廳對其發布烈風警報，同時，台灣中央氣象局將其升格為熱帶性低氣壓，並給予編號24。此後不久，聯合颱風警報中心將其評級提升為「高」，並發布熱帶氣旋形成警報。此時大部份電腦預報路徑均估計系統在台灣以東海面轉向東北，趨向韓國東南部至日本九州。
9月27日下午4時，聯合颱風警報中心將其升格為熱帶低氣壓，給予熱帶氣旋編號19W。下午9時45分，香港天文台將其升格為熱帶低氣壓。
9月28日上午4時，聯合颱風警報中心將其升格為熱帶風暴。上午8時，日本氣象廳將其升格為熱帶風暴，給予國際編號1918，並命名「米娜」。同時，台灣中央氣象局將其升格為輕度颱風。上午9時45分，香港天文台將其升格為熱帶風暴。
日本氣象廳在9月29日上午2時將其升格為強烈熱帶風暴，而香港天文台亦有跟隨。下午5時，中國國家氣象中心將其升格為颱風。下午5時，日本氣象廳將其升格為颱風。晚上8時，聯合颱風警報中心將其升格為颱風。晚上10時，香港天文台將其升格為颱風。晚上11時，台灣中央氣象局將其升格為中度颱風。
10月1日下午2時，日本氣象廳將其降格為強烈熱帶風暴。晚上8時，中國國家氣象中心將其降格為強熱帶風暴。晚上8時30分，中國國家氣象中心宣佈米娜於浙江省舟山市普陀區沈家門登陸，成為自1949年以来10月登陸中國最北的熱帶氣旋。下午9時半，香港天文台將其降格為強烈熱帶風暴。
10月2日下午4時，香港天文台將其降格為熱帶風暴。下午5時，中國國家氣象中心將其降格為熱帶風暴。晚上8時，日本氣象廳將其降格為熱帶風暴。晚上8時40分，大韓民國氣象廳宣佈米娜於全羅南道海南郡登陸。
10月3日下午2時，日本氣象廳表示米娜轉化為溫帶氣旋。下午5時，中國國家氣象中心宣布对其停止编号。

## 影響

### 菲律賓
當地發出之最高颱風警報：一號風暴信號
9月28日下午5時，菲律賓大氣地球物理和天文服務管理局對位於呂宋島的巴丹群島、巴布延群島發出一號風暴信號。9月30日晚間11時解除一號風暴信號。

### 臺灣
當地發佈之颱風警報：海上陸上颱風警報
隨着米娜逼近臺灣東南東方海面，中央氣象局在9月29日上午8時30分發佈海上颱風警報。
並在晚間8時30分發陸上颱風警報。
因颱風9月30日基隆市、臺北市、新北市、桃園市、宜蘭縣、新竹縣、花蓮縣、台東縣（成功鎮、東河鄉、長濱鄉、綠島鄉、蘭嶼鄉）停止上班上課。而新竹市、苗栗縣宣布30日晚間1800停止上班上課，連江縣中午12點開始停班課。
由於米娜颱風速度加快中心，台東縣已脫離其暴風圈。
大部分縣市在10月1日已經恢復正常上班上課，剩下桃園市復興區停止上班上課。隨著米娜逐漸遠離，氣象局表示其暴風圈已脫離臺灣本島陸地，並在上午5時30分解除陸上颱風警報。稍後在上午11時30分解除海上颱風警報。
米娜在台灣共造成12傷，全台累計6萬6773戶停電。3,662人需疏散撤離，合共687件災情。
米娜可能亦是造成宜蘭縣蘇澳鎮南方澳大橋坍塌的原因之一。此事件造成6死12傷，以及一輛油罐車落海與三艘漁船遭橋樑結構壓毀。

### 中國大陸
當地發佈之最高熱帶氣旋警告信號： 颱風橙色預警信號
在9月29日下午6時發布颱風藍色預警信號。在9月30日上午6時發布颱風黃色預警信號，並在9月30日下午6時發布颱風橙色預警信號。

#### 福建
當地發出之最高熱帶氣旋警告信號： 颱風橙色預警信號

#### 浙江
當地發出之最高熱帶氣旋警告信號： 颱風紅色預警信號
颱風米娜導致浙江78萬人撤離。登陸舟山後，舟山城區大面積受淹，12小時雨量創下新紀錄（279.6mm），經濟損失達18.56億人民幣；因災死亡3人，失聯1人。

#### 上海
當地發出之最高熱帶氣旋警告信號： 颱風藍色預警信號

### 韓國
米娜經過韓國時導致該國至少10人喪生、4人失蹤、多人受傷。
米塔成為2019年第7個影響朝鮮半島的颱風，追平南韓自1957年以來單年度被颱風侵襲的紀錄。其餘6個侵韓的風暴為7月丹娜絲；8月范斯高、利奇馬、柯羅莎；9月玲玲、塔巴，其中僅范斯高中心直接登陸南韓。

## 熱帶氣旋警告使用記錄

### 菲律賓
| 菲律賓大氣地球物理和天文服務管理局 風暴信號 | 菲律賓大氣地球物理和天文服務管理局 風暴信號 | 菲律賓大氣地球物理和天文服務管理局 風暴信號 |
| ------------------------------------------- | ------------------------------------------- | ------------------------------------------- |
| 上一熱帶氣旋                                | 一號風暴信號                                | 下一熱帶氣旋                                |
| 超強颱風玲玲                                | 一號風暴信號                                | 颱風海鷗                                    |

### 臺灣
| 交通部中央氣象局 颱風警報 | 交通部中央氣象局 颱風警報 | 交通部中央氣象局 颱風警報 |
| ------------------------- | ------------------------- | ------------------------- |
| 上一熱帶氣旋              | 海上颱風警報              | 下一熱帶氣旋              |
| 輕度颱風白鹿              | 海上颱風警報              | 中度颱風黃蜂              |
| 輕度颱風白鹿              | 陸上颱風警報              | 輕度颱風米克拉            |

### 中國大陸
| 国家气象中心 颱風預警信號 | 国家气象中心 颱風預警信號 | 国家气象中心 颱風預警信號 |
| ------------------------- | ------------------------- | ------------------------- |
| 上一熱帶氣旋              | 颱風藍色預警信號          | 下一熱帶氣旋              |
| 颱風塔巴                  | 颱風藍色預警信號          | 強烈熱帶風暴麥德姆        |
| 超強颱風玲玲              | 颱風黃色預警信號          | 颱風哈格比                |
| 超強颱風利奇馬            | 颱風橙色預警信號          | 颱風哈格比                |

## 外部連結
| 太平洋颱風季             |
| 主題頁 - 專題 - 編輯指南 |

- （日語）日本氣象廳首頁 （页面存档备份，存于）
- （英文）聯合颱風警報中心首頁 （页面存档备份，存于）
- （简体中文）中央氣象台首頁
- （繁體中文）中央氣象局首頁 （页面存档备份，存于）
- （繁體中文）香港天文台首頁 （页面存档备份，存于）
- （繁體中文）澳門地球物理暨氣象局首頁 （页面存档备份，存于）
- （英文）菲律賓大氣地球物理和天文管理局 惡劣天氣公告